# Bugge Wesseltoft
Jens Christian Bugge Wesseltoft (né le 1er février 1964 à Porsgrunn) est un musicien de jazz norvégien, pianiste, compositeur et producteur. Il a créé son propre label nommé « Jazzland Records ».
Dans les années 1990, Bugge est l’un des principaux acteurs de la transition du jazz nordique traditionnel vers un style appelé « future jazz » ou « nu jazz ». Il a joué en particulier avec Jan Garbarek.
Il a reçu en 1996 le Spellemannprisen pour son album New Conception of Jazz, ainsi qu'en 1998 et 2002 pour ses albums avec Sidsel Endresen, Duplex Ride et Out Here, In There.
Le morceau Existence peut être entendu dans le film Extension du domaine de la lutte de Philippe Harel, adaptation du roman éponyme de Michel Houellebecq, écrit en 1994.

## Discographie
Nu Jazz :
- It's snowing on my piano - 1997 - ACT
- New Conception of Jazz - 1997 - Jazzland
- Sharing - 1998 - Jazzland
- Moving - 2001 - Jazzland
- Live - 2003 - Jazzland
- Film Ing - 2004 - Jazzland
- Playing - 2009 - Jazzland

Avec Sidsel Endresen :
- Nightsong - 1994 - ACT
- Duplex Ride - 1998 -
- Out Here, In There - 2002 - Jazzland

Avec Henrik Schwarz :
- Duo - 2011 - Jazzland

Avec Rymden :
- Reflections and Odysseys - Jazzland